# ATSC Klagenfurt
Der Akademische Turn- und Sportclub Klagenfurt, kurz ATSC Klagenfurt, ist ein Sportverein aus der Kärntner Landeshauptstadt Klagenfurt in Österreich und wurde im Dezember 1979 als gegründet. Unter seinem Dachverband spielt der Frauenvolleyverein ATSC Kelag Wildcats.

## Geschichte
Der Akademische Turn- und Sportclub Klagenfurt entwickelt sich aus dem Universitätssport und wurde im Dezember 1979 gegründet. Aus einem reinen Freizeitsportverein entwickelte sich einer der erfolgreichste Ballsportverein Kärntens.

## Volleyball
Die Volleyballsektion der Frauen spielt seit 1981 in der höchsten österreichischen Spielklasse. Die Sektion konnte mehrere Vizemeistertitel und ÖVV-Finalteilnahmen zu ihren Erfolgen zählen. Den ÖVV-Frauencup konnte sie insgesamt dreimal holen: 1992 über den damaligen Seriencupsieger Post SV Wien, 2004 und 2007 über die Spielgemeinschaft SV Schwechat und Post SV Wien. International ist die Sektion von 1992 bis 1998 an europäischen Bewerben vertreten, 1993 erreichte die Sektion die dritte Runde und damit das Viertelfinale des CEV-Cups.
Das Team spielt in der Austrian Volley League Women in der Saison 2022/23.
Erfolge
3 × Österreichischer Frauencupsieger: 1992, 2004, 2007